# 波尔库纳
波尔库纳，是西班牙安达卢西亚自治区哈恩省的一个市镇。总面积176平方公里，总人口6971人（2001年），人口密度40人/平方公里。